# Жабеніца
Жабеніца (рум. Jabenița) — село у повіті Муреш в Румунії. Входить до складу комуни Соловестру.
Село розташоване на відстані 279 км на північ від Бухареста, 31 км на північний схід від Тиргу-Муреша, 91 км на схід від Клуж-Напоки, 140 км на північний захід від Брашова.

## Населення
За даними перепису населення 2002 року у селі проживали 1226 осіб.
Національний склад населення села:
| Національність | Кількість осіб | Відсоток |
| -------------- | -------------- | -------- |
| румуни         | 1176           | 95,9%    |
| цигани         | 44             | 3,6%     |
| угорці         | 6              | 0,5%     |

Рідною мовою назвали:
| Мова      | Кількість осіб | Відсоток |
| --------- | -------------- | -------- |
| румунська | 1219           | 99,4%    |
| угорська  | 7              | 0,6%     |